# Jack Emblow
Jack Alexander Emblow (Lincoln (Lincolnshire), 27 juni 1930 is een Brits musicus. Alhoewel weinig openbaar bekend speelde hij mee op tal van muziekalbums binnen de lichte muziek en popmuziek als men een accordeonist nodig had.
Zijn muzikale opleiding begon echter achter de piano toen hij negen jaar oud was; op zijn elfde schakelde hij over naar de accordeon. Op zijn vijftiende speelde hij mee in het gezelschap van Eddie Thompson en solliciteerde bij de BBC; speelde vervolgens in allerlei combo’s ; ook gewoon in lounges van hotels. In 1956 richtte hij zijn eigen sextet op en speelde tijdens het radioprogramma Music While You Work (MWYW). Tal van muziekgezelschappen wisten hem te vinden voor allerlei accordeonpartijen. Zonder het wellicht te weten, kent bijna iedereen hem; hij speelde accordeon in de muziek bij The Last of Summer Wine en 'Allo 'Allo!.
Hij speelde onder andere mee op albums van Curved Air, Strawbs en Camel; zijn claim to fame: All You Need Is Love van Magical Mystery Tour van The Beatles.
- Bibliothèque nationale de France: cb14175115v (data)
- International Standard Name Identifier: 0000 0000 4207 8894
- Library of Congress Control Number: no97021722
- MusicBrainz: ca5f9eb5-1da0-4cd5-8313-2f5aad8245d3
- Virtual International Authority File: 70993379
- WorldCat: E39PBJpPxRcvqmPCXF3MQCGmBP